# Palacete da Baronesa
O Palacete da Baronesa é uma das casas mais antigas do cidade de São Miguel dos Campos, no estado de Alagoas. Foi fundada no século XIX e está localizado na atual Rua Visconde de Simibú, nº 60.
Está tombado pela Secretaria de Estado da Cultura - SECULT-AL pelo Decreto Nº 8.531 de 20/09/2010.

## Histórico

### Fundação
Foi construído no ano de 1827 para Ana Maria José Lins, proprietária do Engenho Sinimbu, e tinha a intenção de servir como seu ponto de encontro com amigos e familiares nos finais de semanas na cidade, pois ela morava na casa grande do Engenho Sinimbu.
Com a morte de Ana Lins, o sobrado foi herdado por seu filho, Francisco Frederico da Rocha, Capitão-mor e integrante da Revolução Pernambucana em 1817 e da Confederação do Equador em 1824. Além do imóvel, ele também recebeu como herança o Engenho Varrela.
Francisco Frederico deu o sobrado como dote para Epaminondas da Rocha Vieira, futuro Barão de São Miguel, casado com Antônia Leopoldina da Rocha Vieira, agraciada com o título de baronesa.
De Antônia Leopoldina da Rocha Vieira vem o nome do palacete, pois a baronesa era uma pessoa muito querida entre familiares e convidados que vinham no local para participar das palestras, reuniões, saraus e bailes.
Após a morte do barão em 1897 e da baronesa em 1914, o imóvel sediou a Prefeitura do Município de São Miguel dos Campos até os anos 1940. Da década de 1950 até o ano de 1971, funcionou ali a cadeia pública municipal, a recebedoria estadual e o tribunal de júri.

### Casa da Cultura
No dia 04 de fevereiro de 1984, a partir da iniciativa do historiador e professor Douglas Apratto Tenório, o Palacete da Baronesa foi transformado em Casa da Cultura. Seu acervo é composto por obras de diversos pintores alagoanos como Fernando Lopes, fotos antigas da cidade, personalidades alagoanas, mobiliário do século XIX, quadros, esculturas de madeiras e de cerâmicas, etc.
A Casa da Cultura também oferece diversos cursos ligados à área da cultura, apresentações de folguedos populares, saraus de poesias, peças teatrais, palestras, exposições e festividades comemorativas.
Além do Museu Histórico e Cultural Fernando Lopes, o local também abriga a Biblioteca Pública Municipal Escritora Guiomar Alcides de Castro e o Espaço Douglas Apratto Tenório. Ainda funcionam na casa, a Secretária Municipal de Cultura, o Telecentro de Informática Guiomar Alcides de Castro e a Academia Miguelense de Letras e artes - AMILA.